# Wendia hymenocoleon
Wendia hymenocoleon är en flockblommig växtart som beskrevs av Jurij Nikolajevitj Voronov och Aleksandr Alfonsovitj Grossgejm. Wendia hymenocoleon ingår i släktet Wendia och familjen flockblommiga växter. Inga underarter finns listade i Catalogue of Life.